# Guerre di Valdemaro
Le guerre di Valdemaro furono due conflitti che si svolsero nella seconda metà del XIV secolo nell'Europa settentrionale. Essi opposero il regno di Danimarca, guidato dal re Valdemaro IV Atterdag (dal quale le guerre traggono il nome), alla Lega anseatica e ai suoi alleati, che si contendevano il predominio nel Mar Baltico.

## Antefatti

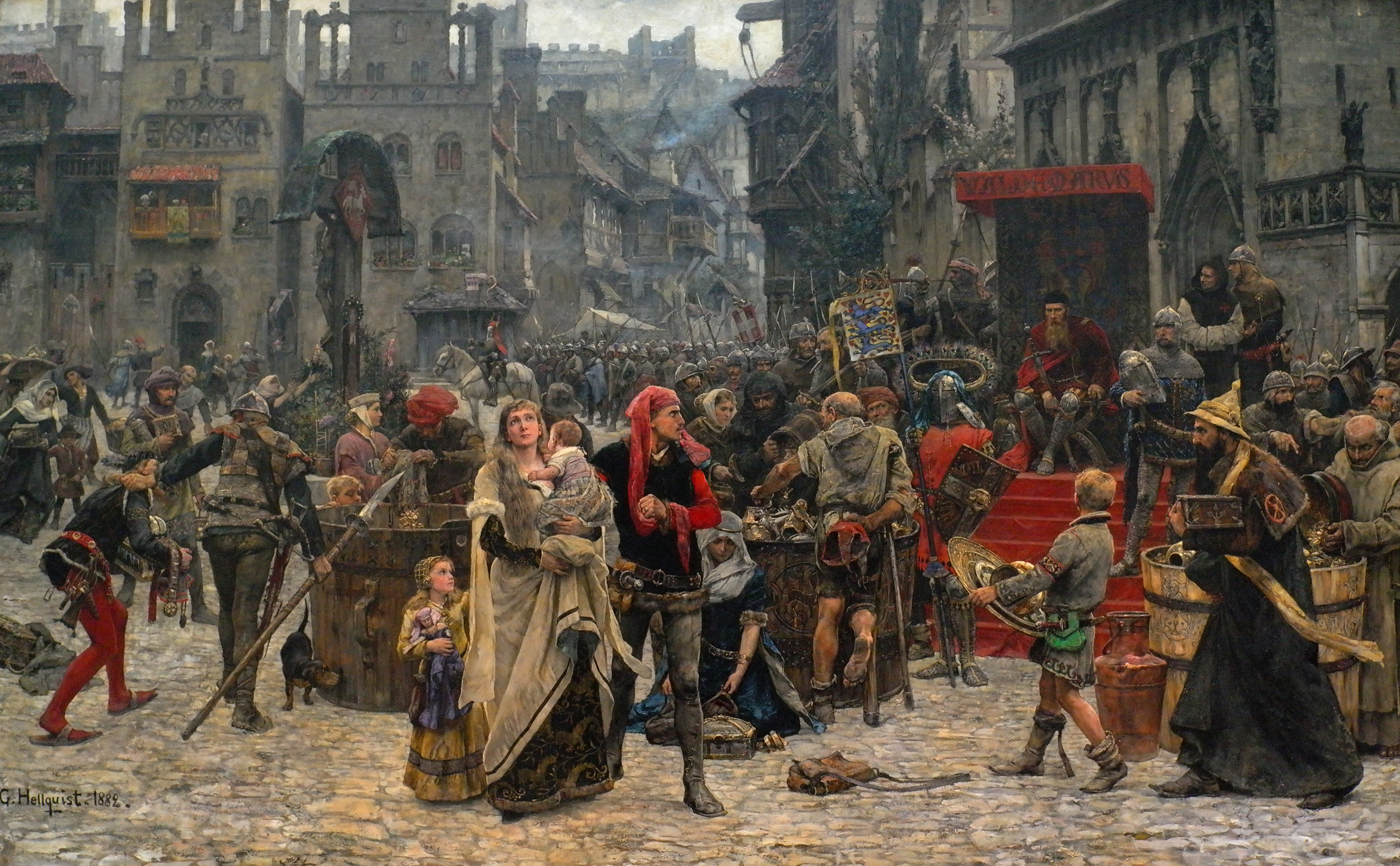
Valdemaro conquista la città di Visby (dipinto del 1882)

Valdemaro IV Atterdag era diventato re di Danimarca nel 1340 e aveva lungamente combattuto per rinsaldare il paese, liberandolo dalle ingerenze delle potenze vicine, in particolare i conti di Holstein, il ducato di Meclemburgo e il regno di Svezia. Nel 1360 le sue forze avevano conquistato la Scania e l'anno successivo avevano saccheggiato la città anseatica di Visby, sull'isola di Gotland. Volendo porre sotto il controllo danese le rotte marittime nel Baltico, Valdemaro si scontrò quindi inevitabilmente con gli interessi delle ricche città mercantili della Germania settentrionale, che, assieme ad altre città nei Paesi Bassi, in Prussia e in Livonia, formavano un'alleanza denominata Lega anseatica. A sentirsi minacciata era soprattutto la città anseatica di Lubecca, la più influente della Lega.

## Prima guerra di Valdemaro
Nel corso di negoziati tra la Lega anseatica, la Svezia e la Norvegia tenuti a Greifswald nel settembre del 1361, Johann Wittenborg, sindaco di Lubecca, dichiarò guerra alla Danimarca. L'intento era quello di costringere la Danimarca con le armi a riconoscere alla Lega anseatica il monopolio dei traffici marittimi nell'area del Baltico, oltre a diversi altri privilegi di natura commerciale. Agli alleati svedesi e norvegesi furono promessi compensi territoriali in cambio del loro supporto militare.
La Lega anseatica riunì così una flotta di 48 navi e la pose sotto il comando di Wittenborg. La maggior parte dei soldati impiegati nell'azione furono forniti da Lubecca, Brema, Stettino, Rostock, Wismar e Amburgo. La flotta anseatica attaccò Helsingbord e la pose sotto assedio; dopo dodici settimane tuttavia, visto che non giungevano rinforzi dalla Svezia e dalla Norvegia, i danesi riuscirono a sfondare l'accerchiamento. Johann Wittenborg, ritenuto responsabile della sconfitta, fu processato dal Consiglio della Lega anseatica, condannato e decapitato sulla piazza del mercato di Lubecca nel 1363. Nel novembre del 1362 le parti si accordarono per un armistizio e nel 1365 fu firmata la (prima) pace di Vordingborg, che privò gli sconfitti di numerosi privilegi commerciali nei territori della Svezia del sud.

## Seconda guerra di Valdemaro
Anche dopo la vittoria nella prima guerra contro la Lega anseatica, la Danimarca continuava ad ostacolare i commercianti delle città anseatiche, violando i termini della pace di Vordingborg. Nel novembre del 1367 quindi la Lega anseatica costituì una nuova alleanza militare, la Confederazione di Colonia, con l'impegno di riprendere la guerra contro i danesi. Alla coalizione aderirono cinquantasette città anseatiche, le città di Amsterdam, Brielle e Harderwijk, il re di Svezia Alberto III di Meclemburgo e alcuni nobili tedeschi e danesi. Anche il re di Norvegia Haakon VI in un primo momento si unì alla Confederazione, ma quasi subito una flotta danese bloccò le coste norvegesi e lo costrinse a ritirarsi dalla guerra.
Le cospicue forze messe assieme dalla Confederazione di Colonia attaccarono il territorio danese via terra e via mare su più fronti. Copenaghen venne assediata e conquistata da una flotta anseatica di 37 navi il 2 maggio 1368. Truppe anseatiche e svedesi invasero la Scania e lo Jutland, costringendo lo stesso re danese a fuggire dalla capitale. Solo Helsingbord, già assediata durante la precedente guerra, in un primo momento riuscì a resistere al nemico, finché nell'estate del 1369 anch'essa cadde. La Danimarca chiese un armistizio nel novembre del 1369. L'anno dopo, il 24 maggio, a Stralsund i rappresentanti di ventitré città anseatiche, guidati da Jakob Pleskow e Bertram Wulfram, rispettivamente sindaco di Lubecca e di Stralsund, conclusero una pace separata con Henning Podebusk, drots del regno di Danimarca. Con il Trattato di Stralsund la Lega anseatica ottenne oltre alla restituzione della libertà a Visby una serie di privilegi commerciali nel Baltico, la consegna per 15 anni delle fortezze di Helsingborg, Malmö, Skanör e Falsterbo in cambio di 12000 marchi d'argento, inoltre si assicurò i proventi della dogana dell'Øresund e addirittura un potere di veto per l'elezione dei re danesi per i successivi 15 anni (diritto che però non fu mai esercitato).

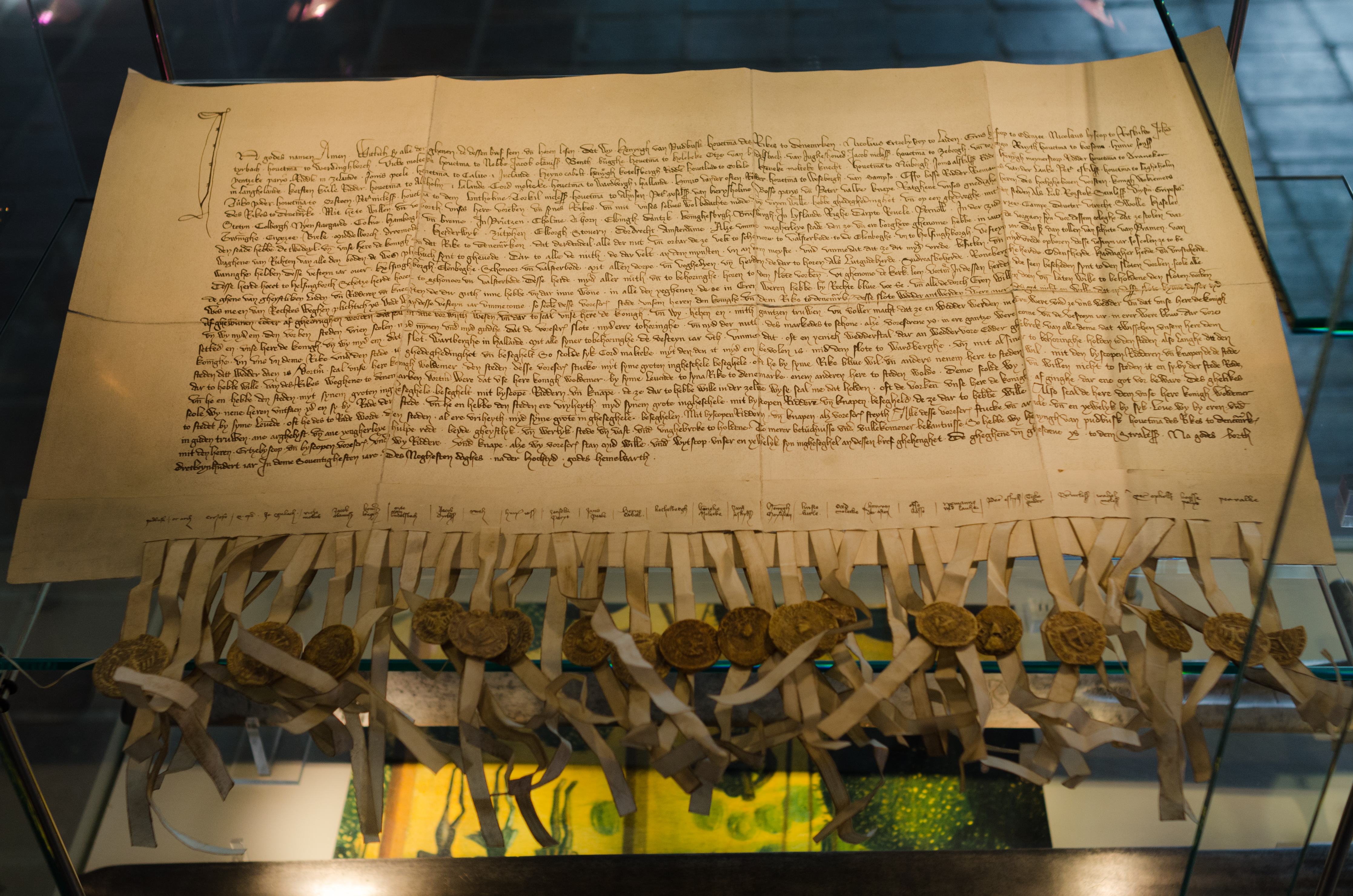
Copia del testo del trattato di Stralsund conservata nel Museo di Storia Culturale della città

Alle trattative della pace di Stralsund, che pose il fondamento della fortuna commerciale e politica della Lega anseatica per tutto il XV secolo e ne consolidò definitivamente la preminenza nella regione nord-europea, non parteciparono né il re di Svezia, Alberto III né i vecchi nemici di Valdemaro, i conti di Holstein, che avevano supportato in vario modo la Confederazione di Colonia, con la speranza di annettersi parti del regno danese. Il primo firmò una pace separata nel 1371, nella quale ottenne che suo nipote Alberto IV sarebbe succeduto al trono danese. Neppure Valdemaro IV in quel periodo era in patria, essendo fuggito a causa delle sconfitte subite, nella speranza forse di ottenere aiuti nel resto d'Europa. Tornato in patria, morì nel 1375.